# Holden EJ
De Holden EJ-serie uit 1962 was de zevende serie van het Australische automerk Holden. De EJ was volledig hertekend ten opzichte van de EK-serie. In de EJ-serie verschenen dezelfde modellen als in de EK en één nieuw: de Holden Premier Sedan.

## Geschiedenis
Voor 1962 hertekende Holden zijn modellen volledig. Aldus was het Holdens derde unieke serie. De EJ was gebaseerd op de Duitse Opel Kapitän met Amerikaanse invloeden. De EJ-serie introduceerde ook een nieuw model, de Premier Sedan, die het nieuwe topmodel werd boven de Specials. Zo werd de Premier bijvoorbeeld standaard uitgerust met een automaat.
Van de EJ-serie werden in totaal 154 811 auto's geproduceerd. Daarvan waren 145 566 exemplaren voor de lokale Australische markt, 3797 werden volledig geëxporteerd en 5448 werden als Complete Knocked Down kit geëxporteerd. Op 26 oktober 1962 werd een EJ Premier Sedan de miljoenste Holden. Er worden dan 600 voertuigen per dag gebouwd en er wordt naar 46 landen geëxporteerd.

## Modellen
- Jul 1962: (EJ 215) Holden Standard Sedan
- Jul 1962: (EJ 225) Holden Special Sedan
- Jul 1962: (EJ 235) Holden Premier Sedan
- Jul 1962: (EJ 219) Holden Standard Station Sedan
- Jul 1962: (EJ 229) Holden Special Station Sedan
- Jan 1963: (EJ 2106) Holden Utility
- Jan 1963: (EJ 2104) Holden Panel Van

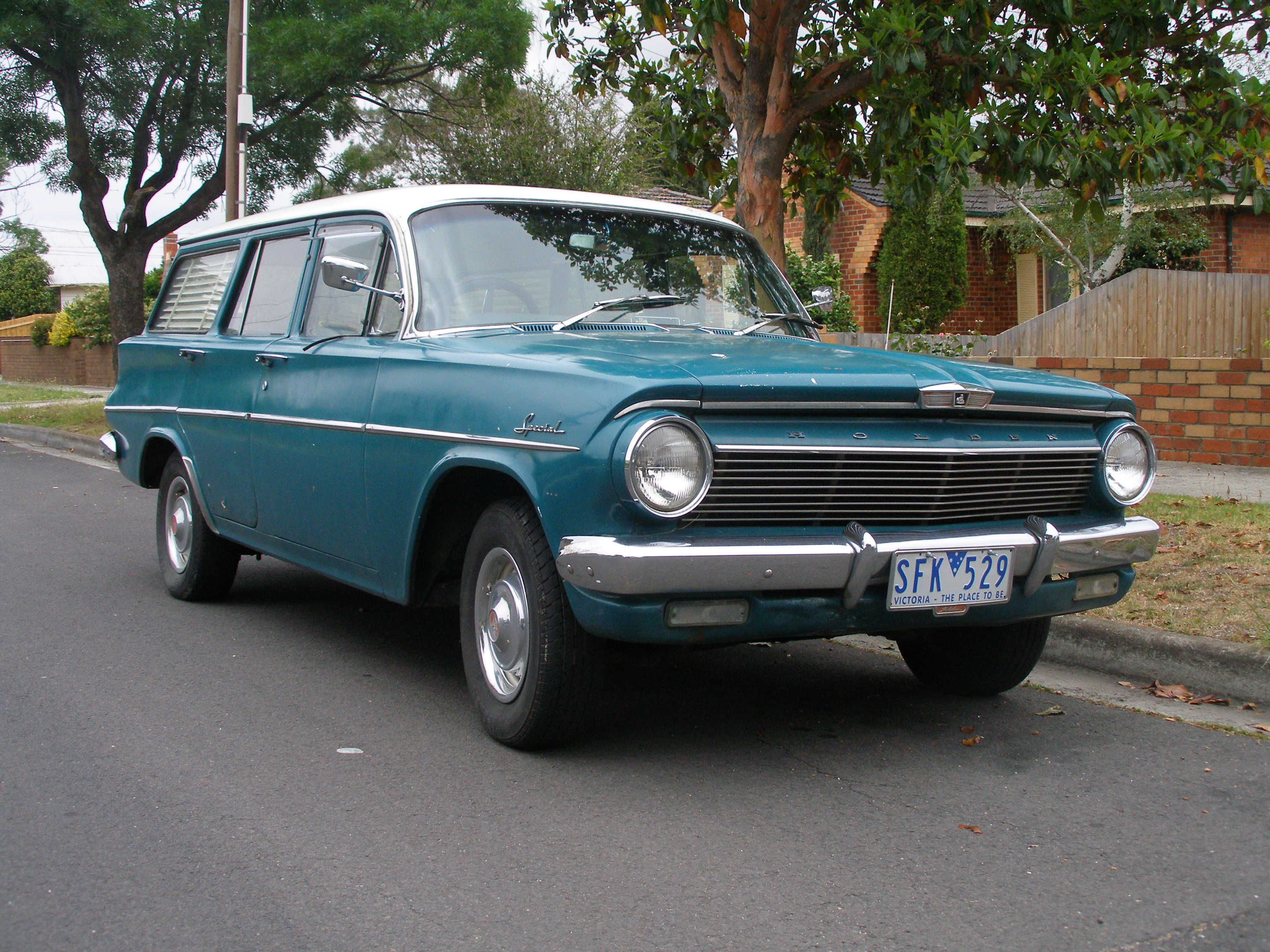
Holden EJ Special Station Wagon
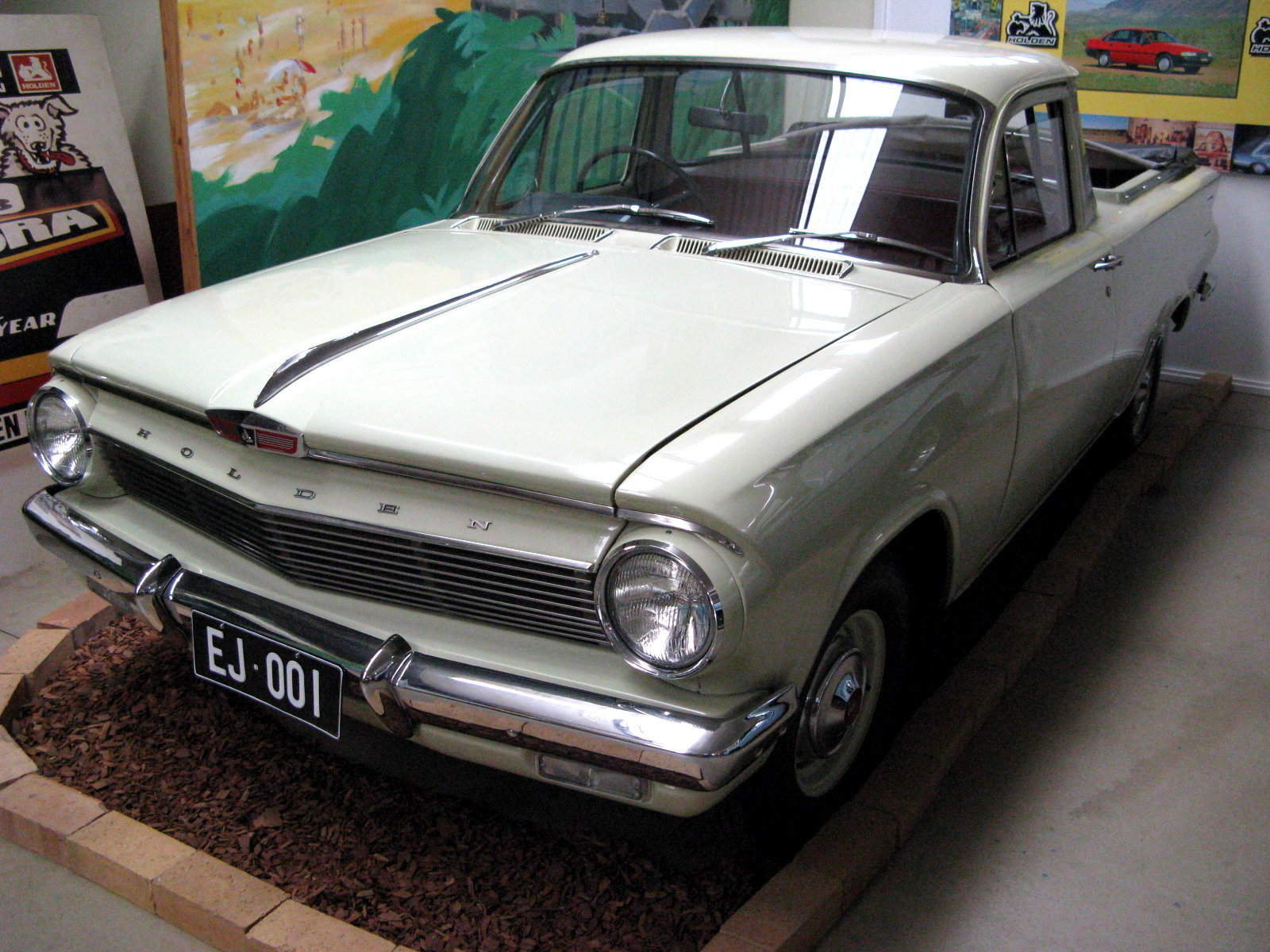
Holden EJ Utility
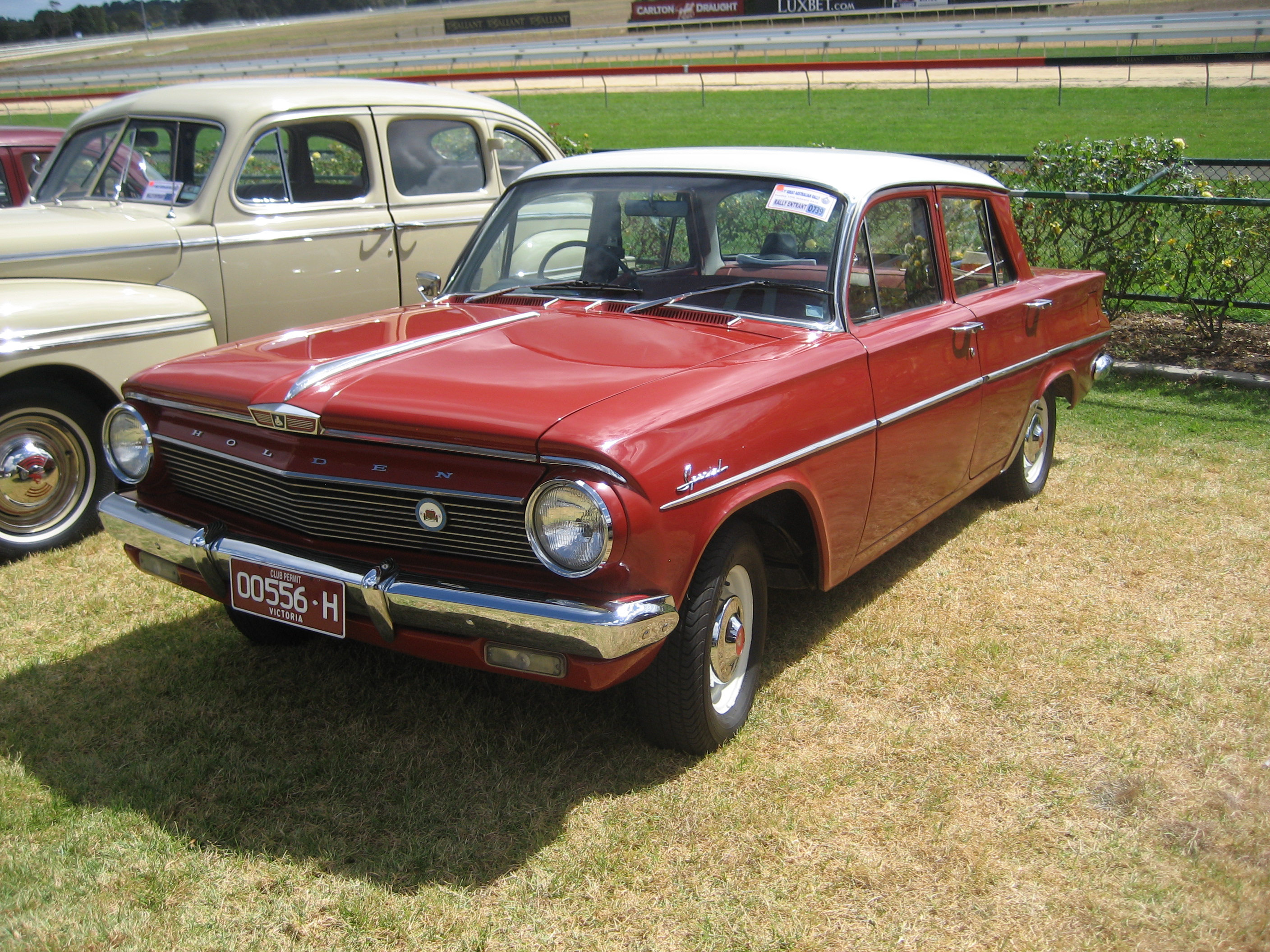
Holden EJ Special Sedan